# Skjerstad

Het wapen van Skjerstad bestond uit een witte molensteen op groene achtergrond.

Skjerstad is een voormalige gemeente in de Noorse provincie Nordland, die op 1 januari 2005 bij de gemeente Bodø is gevoegd.